# WTA Finals 2021
WTA Finals 2021, známý také jako Turnaj mistryň 2021 či se jménem sponzora Akron WTA Finals Guadalajara 2021, představoval závěrečný tenisový turnaj ženské profesionální sezóny 2021 pro osm nejvýše postavených žen ve dvouhře a osm nejlepších párů ve čtyřhře na žebříčku Porsche Race to the WTA Finals.
Turnaj se odehrával mezi 10. až 17. listopadem 2021, poprvé na mexickém území i v Latinské Americe. Stálé dějiště turnaje bylo pro období 2019–2030 přiřčeno čínskému Šen-čenu. Vzhledem k pokračující koronavitrové pandemii se ročník 2020 nekonal. Po opětovném zrušení podzimní asijské túry organizátoři 13. září 2021 oznámili, že se náhradním areálem stalo Panamerické tenisové centrum v Guadalajaře, druhém největším mexickém městě, ležícím v nadmořské výšce okolo 1 560 m n. m. Hrálo se na otevřených dvorcích s tvrdým povrchem. Odměny hráčkám byly zredukovány na 5 000 000 amerických dolarů.
Jubilejní desátý singlový titul na okruhu WTA Tour vyhrála Garbiñe Muguruzaová, která se stala vůbec první španělskou šampionkou Turnaje mistryň. Z mexické půdy si odvezla třetí titul po triumfech na Monterrey Open 2018 a 2019. Bodový zisk jí zajistil posun na 3. místo konečného žebříčku sezóny. Čtyřhru vyhrály turnajové jedničky Barbora Krejčíková s Kateřinou Siniakovou a získaly desátou společnou trofej. Úřadující olympijské šampionky se staly první ryze českou dvojicí, která ovládla Turnaj mistryň. Siniaková se vrátila do čela deblového žebříčku a podruhé v kariéře jej zakončila na vrcholu.

## Turnaj

### Charakteristika

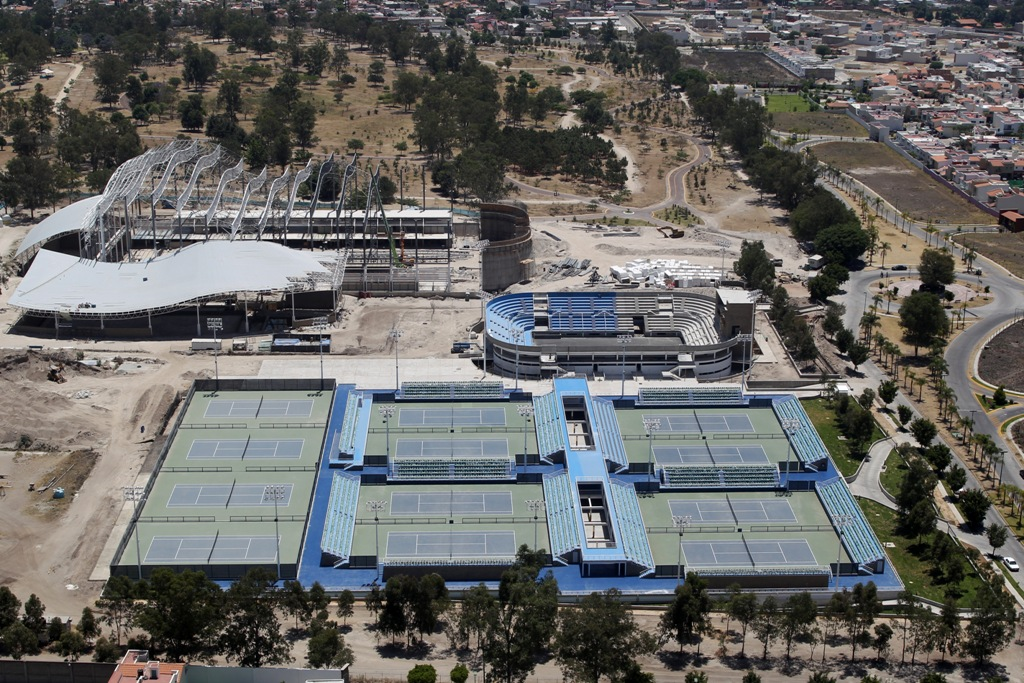
Panamerické tenisové centrum v Zapopanu, 2010

Poprvé v historii se turnaj konal v Latinské Americe, a to mezi 10. až 17. listopadem 2021. Původně plánovaný čínský Šen-čen jednorázově nahradila mexická Guadalajara kvůli zrušení podzimních turnajů v Asii pro pandemii covidu-19. Stala se tak historicky jedenáctým dějištěm Turnaje mistryň od jeho založení v roce 1972. Událost představovala jubilejní padesátý ročník ve dvouhře a čtyřicátý pátý ve čtyřhře. Jednalo se o vyvrcholení ženského profesinálního okruhu WTA Tour 2021. Los dvouhry i čtyřhry proběhl 9. listopadu 2021.
Hrálo se v Panamerickém tenisovém centru v Zapopanu, klubu s třinácti otevřenými dvorci, na nichž byl položen tvrdý povrch. V areálu proběhly Panamerické hry 2011 a konal se v něm i ženský turnaj Abierto Zapopan. Kapacita centru Estado Akron de tenis činila 2,6 tisíc diváků, čímž dvorec nesplňoval podmínky pro konání velkých akci typu Turnaje mistryň. Dostavba tribun navýšila počet sedadel na 7,3 tisíce.
Ve vyšší nadmořské výšce přibližně 1 560 m n. m. mají normální míče nižší tlak a vyšší odraz. Údery by vyžadovaly větší kontrolu, aby nelétaly mimo dvorec. Společnost Wilson tak nasadila jejich tzv. vysokohorskou variantu zmírňující specifické chování. Většina fyzikálních vlastností včetně hmotnosti zůstala zachována, ale míče získaly vyšší tvrdost díky úpravě jádra vyrobeného z přírodní a syntetické pryže. Tenistky se musely vyrovnat s aklimatizací v prostředí s řidším vzduchem, stejně jako s vyšší fyzickou zátěží během zápasů.
Turnaj se konal na centrálním dvorci, další tři sloužily k tréninkovým účelům. Plocha zbylých devíti kurtů byla využita pro stavbu jídelen, tiskového střediska, šaten a dalšího zázemí. Na organizaci se podílelo více než 800 osob. Pozváno bylo na 450 hostů včetně 22 ředitelů velkých turnajů a tenisové legendy vedené Martinou Navrátilovou a Chris Evertovou.
Generálním partnerem se stala mexická skupina Akron vyrábějící automobilová maziva.

### Formát
Soutěže dvouhry se tradičně účastnilo osm hráček, z nichž každá v úvodních čtyřech dnech odehrála tři vzájemné zápasy v jedné ze dvou čtyřčlenných základních skupin pojmenováných po předkolumbovských památkách Chichén Itzá a Teotihuacán. První dvě tenistky z každé skupiny postoupily do semifinále, které již bylo hráno vyřazovacím systémem pavouka. První ze skupiny Chichén Itzá se utkala s druhou ze skupiny Teotihuacán a naopak. Vítězky semifinále se následně střetnoly ve finále o pohár Billie Jean Kingové.
Soutěž čtyřhry byla koncipována pro osm párů, podruhé od roku 2015 s dvěma základními skupinami. Formát tak kopíroval singlový turnaj. Skupiny získaly jména po pamětihodnostech El Tajín a Tenochtitlán. Dvojice soupeřily o pohár Martiny Navrátilové.

### Kvalifikační kritéria
Ve dvouhře byly žebříčkové body kumulovány ze šestnácti turnajů, vyjma okruhů WTA 125K a ITF. Mezi ně se povinně započítávaly čtyři Grand Slamy, čtyři události úrovně Mandatory v kategorii WTA 1000 a pro hráčky, které odehrály alespoň dva z těchto turnajů i další dva nejlepší výsledky WTA 1000 v úrovni Non-Mandatory (900 bodů pro šampionku). Tenistky shromažďovaly body od ledna 2021 na více než 50 turnajích WTA Tour a čtyřech grandslamech.
Ve čtyřhře byly žebříčkové body kumulovány z jedenácti nejlepších výsledků páru jakýchkoli turnajů v sezóně. Nemusely se tak povinně započítávat Grand Slamy ani události kategorie WTA 1000.

### Kritéria pořadí v základní skupině
Konečné pořadí v základní skupině se řídilo následujícími kritérii:
1. nejvyšší počet vyhraných utkání
2. nejvyšší počet odehraných utkání
3. u dvou hráček se stejným počtem výher rozhodlo vzájemné utkání;
4. u tří hráček se stejným počtem výher rozhodlo:

a) nejvyšší procento vyhraných setů (případně vzájemný zápas při shodě dvou hráček)
b) nejvyšší procento vyhraných her (případně vzájemný zápas při shodě dvou hráček).

### Finanční odměny a body
Odměny WTA Finals 2021 byly vůči roku 2019 sníženy ze 14 na 5 milionů dolarů.
| |                      | Dvouhra (4 000 000 $) | Dvouhra (4 000 000 $) | Čtyřhra (1 000 000 $) | Čtyřhra (1 000 000 $) |
| Fáze | Fáze                 | výdělek               | body                  | Výdělek               | body                  |
| --- | -------------------- | --------------------- | --------------------- | --------------------- | --------------------- |
| neporažené vítězky | neporažené vítězky   | 1 680 000 $           | 1 500                 | 360 000 $             | 1 500                 |
| vítězky | vítězky              | ZS + 1 240 000 $      | SF + 750              | ZS + 250 000 $        | SF + 750              |
| finalistky | finalistky           | ZS + 420 000 $        | SF + 330              | ZS + 80 000 $         | SF + 330              |
| semifinalistky | semifinalistky       | ZS + 30 000 $         | ZS                    | ZS + 5 000 $          | ZS                    |
| za výhru ve skupině | za výhru ve skupině  | +110 000 $            | 250                   | +20 000 $             | 250                   |
| za prohru ve skupině | za prohru ve skupině | —                     | 125                   | —                     | 125                   |
| startovné |                      |                       |                       |                       |                       |
| za 3 zápasy | 110 000 $            | —                     | 50 000 $              | —                     |                       |
| za 2 zápasy | 90 000 $             | —                     | 40 000 $              | —                     |                       |
| za 1 zápas | 70 000 $             | —                     | 30 000 $              | —                     |                       |
| náhradnice |                      |                       |                       |                       |                       |
| za 2 zápasy | 80 000 $             | —                     |                       | —                     |                       |
| za 1 zápas | 60 000 $             | —                     |                       | —                     |                       |
| za 0 zápasů | 40 000 $             | —                     |                       | —                     |                       |
| ZS – celkové odměny či body získané v základní skupině / SF – celkové body v semifinále Odměny ve čtyřhře jsou uváděny na pár |                      |                       |                       |                       |                       |

## Dvouhra

### Kvalifikované hráčky
| Pořadí                                                       | tenistka | tenistka            | body  | kvalifikována | kvalifikována | předešlé účasti        |
| ------------------------------------------------------------ | -------- | ------------------- | ----- | ------------- | ------------- | ---------------------- |
| —                                                            |          | Ashleigh Bartyová   | 6 411 | 20. září      | [ 12 ]        | 2019                   |
| 1.                                                           |          | Aryna Sabalenková   | 4 768 | 20. září      | [ 13 ]        | debut                  |
| 2.                                                           |          | Barbora Krejčíková  | 4 518 | 20. září      | [ 13 ]        | debut                  |
| 3.                                                           |          | Karolína Plíšková   | 4 036 | 4. října      | [ 14 ]        | 2016, 2017, 2018, 2019 |
| 4.                                                           |          | Maria Sakkariová    | 3 341 | 21. října     | [ 15 ]        | debut                  |
| 5.                                                           |          | Iga Świąteková      | 3 226 | 25. října     | [ 16 ]        | debut                  |
| 6.                                                           |          | Garbiñe Muguruzaová | 3 195 | 25. října     | [ 16 ]        | 2015, 2016, 2017       |
| 7.                                                           |          | Paula Badosová      | 3 112 | 25. října     | [ 16 ]        | debut                  |
| 8.                                                           |          | Anett Kontaveitová  | 3 096 | 31. října     | [ 17 ]        | debut                  |
| skupina Chichén Itzá skupina Teotihuacán odhlášení z turnaje |          |                     |       |               |               |                        |

### Předešlý poměr vzájemných zápasů
|    |                     | Sabalenka | Krejčíková | Plíšková | Sakkari | Świątek | Muguruza | Badosa | Kontaveit | Celkem | Poměr |
| 1. | Aryna Sabalenková   |           | 2–0        | 2–2      | 4–1     | 0–0     | 1–2      | 0–1    | 4–0       | 13–6   | 44–16 |
| 2. | Barbora Krejčíková  | 0–2       |            | 0–2      | 3–0     | 0–2     | 2–1      | 0–2    | 0–0       | 5–9    | 45–16 |
| 3. | Karolína Plíšková   | 2–2       | 2–0        |          | 1–2     | 0–1     | 8–2      | 2–0    | 3–0       | 18–7   | 35–18 |
| 4. | Maria Sakkariová    | 1–4       | 0–3        | 2–1      |         | 2–0     | 1–1      | 0–0    | 6–5       | 12–14  | 36–18 |
| 5. | Iga Świąteková      | 0–0       | 2–0        | 1–0      | 0–2     |         | 0–1      | 0–1    | 2–2       | 5–6    | 35–13 |
| 6. | Garbiñe Muguruzaová | 2–1       | 1–2        | 2–8      | 1–1     | 1–0     |          | 0–0    | 2–2       | 9–14   | 38–16 |
| 7. | Paula Badosová      | 1–0       | 2–0        | 0–2      | 0–0     | 1–0     | 0–0      |        | 0–1       | 4–3    | 41–15 |
| 8. | Anett Kontaveitová  | 0–4       | 0–0        | 0–3      | 5–6     | 2–2     | 2–2      | 1–0    |           | 10–17  | 45–15 |

### Výsledky a body
Tabulka uvádí sezónní výsledky a odpovídající bodový zisk kvalifikovaných hráček a náhradnic podle žebříčku Porsche WTA Race.
| WTA Race                       | Tenistka                   | Grand Slam | Grand Slam | Grand Slam | Grand Slam | WTA 1000   | WTA 1000   | WTA 1000   | WTA 1000  | WTA 1000     | WTA 1000     | Nejlépe na dalších turnajích | Nejlépe na dalších turnajích | Nejlépe na dalších turnajích | Nejlépe na dalších turnajích | Nejlépe na dalších turnajích | Nejlépe na dalších turnajích | Body  | Turnaje | T i t u l y |
| WTA Race                       | Tenistka                   | Grand Slam | Grand Slam | Grand Slam | Grand Slam | Mandatory  | Mandatory  | Mandatory  | Mandatory | Dva nejlepší | Dva nejlepší | Nejlépe na dalších turnajích | Nejlépe na dalších turnajích | Nejlépe na dalších turnajích | Nejlépe na dalších turnajích | Nejlépe na dalších turnajích | Nejlépe na dalších turnajích | Body  | Turnaje | T i t u l y |
| ------------------------------ | -------------------------- | ---------- | ---------- | ---------- | ---------- | ---------- | ---------- | ---------- | --------- | ------------ | ------------ | ---------------------------- | ---------------------------- | ---------------------------- | ---------------------------- | ---------------------------- | ---------------------------- | ----- | ------- | ----------- |
| WTA Race                       | Tenistka                   | Austr      | French     | Wimbl      | US Open    | Miami      | Madrid     | IW         | Peking    | 1.           | 2.           | 1.                           | 2.                           | 3.                           | 4.                           | 5.                           | 6.                           | Body  | Turnaje | T i t u l y |
| 1.                             | Ashleigh Bartyová          | ČF 430     | 64k 70     | Titul 2000 | 32k 130    | Titul 1000 | F 650      | A 0        | –         | Titul 900    | ČF 190       | Titul 470                    | Titul 470                    | ČF 100                       | 16k 1                        |                              |                              | 6 411 | 12      | 5           |
| 2.                             | Aryna Sabalenková          | 16k 240    | 32k 130    | SF 780     | SF 780     | ČF 215     | Titul 1000 | 16k 1      | 16k 1     | SF 350       | ČF 190       | Titul 470                    | F 305                        | 16k 105                      | ČF 100                       | ČF 100                       | 32k 1                        | 4 768 | 16      | 2           |
| 3.                             | Barbora Krejčíková         | 64k 70     | Titul 2000 | 16k 240    | ČF 430     | 64k 35     | 64k 10     | 16k 120    | Q2 13     | F 585        | ČF 190       | Titul 280                    | Titul 280                    | 16k 105                      | ČF 100                       | 16k 30                       | 32k 30                       | 4 518 | 16      | 3           |
| 4.                             | Karolína Plíšková          | 32k 130    | 64k 70     | F 1300     | ČF 430     | 32k 65     | 32k 65     | 32k 65     | 16k 1     | F 585        | F 585        | SF 350                       | 16k 105                      | ČF 100                       | ČF 100                       | 16k 55                       | 32k 30                       | 4 036 | 17      | 0           |
| 5.                             | Maria Sakkariová           | 128k 10    | SF 780     | 64k 70     | SF 780     | SF 390     | 16k 120    | 64k 10     | 64k 1     | 16k 105      | 32k 60       | F 305                        | SF 185                       | SF 185                       | SF 185                       | ČF 100                       | 16k 55                       | 3 341 | 17      | 0           |
| 6.                             | Iga Świąteková             | 16k 240    | ČF 430     | 16k 240    | 16k 240    | 32k 65     | 16k 120    | 16k 120    | –         | Titul 900    | 16k 105      | Titul 470                    | SF 185                       | 16k 55                       | 16k 55                       | 32k 1                        |                              | 3 226 | 14      | 2           |
| 7.                             | Garbiñe Muguruzaová        | 16k 240    | 128k 10    | 32k 130    | 16k 240    | 16k 120    | A 0        | 64k 10     | 16k 55    | Titul 900    | 16k 105      | Titul 470                    | F 305                        | F 305                        | 16k 105                      | ČF 100                       | ČF 100                       | 3 195 | 17      | 2           |
| 8.                             | Paula Badosová             | 128k 10    | ČF 430     | 16k 240    | 64k 70     | 64k 35     | SF 390     | Titul 1000 | 32k 1     | ČF 190       | 32k 60       | Titul 280                    | SF 185                       | SF 110                       | 16k 55                       | 16k 55                       | 32k 1                        | 3 112 | 16      | 2           |
| 9.                             | Anett Kontaveitová         | 32k 130    | 32k 130    | 128k 10    | 32k 130    | ČF 100     | 32k 65     | ČF 215     | ČF 100    | 16k 105      | 64k 1        | Titul 470                    | Titul 470                    | F 305                        | F 305                        | Titul 280                    | Titul 280                    | 3 096 | 20      | 4           |
| Náhradnice                     |                            |            |            |            |            |            |            |            |           |              |              |                              |                              |                              |                              |                              |                              |       |         |             |
| 10.                            | Ons Džabúrová              | 32k 130    | 16k 240    | ČF 430     | 32k 130    | 16k 120    | 16k 120    | SF 390     | 16k 55    | ČF 190       | 16k 105      | F 305                        | Titul 280                    | SF 185                       | F 180                        | 16k 105                      | 16k 55                       | 3 020 | 19      | 1           |
| 11.                            | Naomi Ósakaová             | Titul 2000 | 64k 70     | A 0        | 32k 130    | ČF 215     | 32k 65     | A 0        | –         | 16k 105      | 32k 1        | SF 185                       |                              |                              |                              |                              |                              | 2 771 | 8       | 1           |
| 12.                            | Anastasija Pavljučenkovová | 128k 10    | F 1300     | 32k 130    | 16k 240    | 32k 1      | SF 390     | 32k 65     | 32k 1     | 32k 60       | 64k 1        | ČF 100                       | 16k 55                       | 16k 55                       | 16k 55                       | 16k 55                       | 16k 30                       | 2 548 | 18      | 0           |
| 13.                            | Elina Svitolinová          | 16k 240    | 32k 130    | 64k 70     | ČF 430     | SF 390     | 64k 10     | 16k 120    | 16k 55    | ČF 190       | 32k 1        | Titul 280                    | SF 185                       | ČF 100                       | ČF 100                       | ČF 100                       | ČF 100                       | 2 501 | 19      | 1           |
| 14.                            | Jessica Pegulaová          | ČF 430     | 32k 130    | 64k 70     | 32k 130    | 16k 120    | 16k 120    | ČF 215     | 16k 30    | SF 350       | ČF 190       | SF 210                       | ČF 190                       | 16k 105                      | ČF 100                       | 16k 55                       | 16k 55                       | 2 500 | 18      | 0           |
| 15.                            | Elise Mertensová           | 16k 240    | 32k 130    | 32k 130    | 16k 240    | 16k 120    | ČF 215     | 64k 10     | 32k 1     | SF 350       | 32k 60       | Titul 470                    | SF 185                       | F 180                        | ČF 60                        | 16k 55                       | 64k 1                        | 2 447 | 19      | 1           |
| náhradnice odhlášení z turnaje |                            |            |            |            |            |            |            |            |           |              |              |                              |                              |                              |                              |                              |                              |       |         |             |

| Legenda | Legenda                 | Legenda | Legenda             |
| ------- | ----------------------- | ------- | ------------------- |
| 0/2000  | získané body na turnaji | 64k     | 64 párů v kole      |
| ČF      | prohra ve čtvrtfinále   | 32k     | 32 párů v kole      |
| SF      | prohra v semifinále     | 16k     | 16 párů v kole      |
| F       | prohra ve finále        | Titul   | vítězství v turnaji |

## Čtyřhra

### Kvalifikované páry
| Pořadí                                                    | pár | pár                                            | body  | kvalifikován | kvalifikován |
| --------------------------------------------------------- | --- | ---------------------------------------------- | ----- | ------------ | ------------ |
| 1.                                                        |     | Barbora Krejčíková Kateřina Siniaková          | 6 450 | 20. září     | [ 18 ]       |
| 2.                                                        |     | Šúko Aojamová Ena Šibaharaová                  | 5 070 | 20. září     | [ 18 ]       |
| 3.                                                        |     | Sie Šu-wej Elise Mertensová                    | 3 892 | 19. října    | [ 19 ]       |
| 4.                                                        |     | Nicole Melicharová-Martinezová Demi Schuursová | 3 440 | 19. října    | [ 19 ]       |
| 5.                                                        |     | Samantha Stosurová Čang Šuaj                   | 2 911 | 19. října    | [ 19 ]       |
| —                                                         |     | Coco Gauffová Caty McNallyová                  | 2 770 | —            | —            |
| 6.                                                        |     | Alexa Guarachiová Desirae Krawczyková          | 2 695 | 28. října    | [ 20 ]       |
| 7.                                                        |     | Darija Juraková Andreja Klepačová              | 2 650 | 28. října    | [ 20 ]       |
| —                                                         |     | Gabriela Dabrowská Luisa Stefaniová            | 2 570 | —            | —            |
| 8.                                                        |     | Sharon Fichmanová Giuliana Olmosová            | 2 491 | 28. října    | [ 20 ]       |
| skupina El Tajín skupina Tenochtitlán odhlášení z turnaje |     |                                                |       |              |              |

### Předešlý poměr vzájemných zápasů
|    |                                             | Krejčíková Siniaková | Aojama Šibahara | Sie Mertens | Melichar-Martinez Schuurs | Stosur Čang | Guarachi Krawczyk | Jurak Klepač | Fichman Olmos | Celkem | Poměry |
| 1. | Barbora Krejčíková Kateřina Siniaková       |                      | 0–0             | 0–0         | 0–0                       | 0–2         | 0–0               | 0–0          | 1–0           | 1–2    | 40–11  |
| 2. | Šúko Aojamová Ena Šibaharaová               | 0–0                  |                 | 0–2         | 2–1                       | 0–1         | 0–1               | 0–1          | 1–2           | 3–8    | 39–16  |
| 3. | Sie Šu-wej Elise Mertensová                 | 0–0                  | 2–0             |             | 0–0                       | 0–0         | 0–0               | 0–0          | 0–1           | 2–1    | 20–7   |
| 4. | Nicole Melichar-Martinezová Demi Schuursová | 0–0                  | 1–2             | 0–0         |                           | 0–1         | 0–0               | 0–0          | 0–0           | 1–3    | 30–16  |
| 5. | Samantha Stosurová Čang Šuaj                | 2–0                  | 1–0             | 0–0         | 1–0                       |             | 1–0               | 0–0          | 0–0           | 5–0    | 11–2   |
| 6. | Alexa Guarachiová Desirae Krawczyková       | 0–0                  | 1–0             | 0–0         | 0–0                       | 0–1         |                   | 0–1          | 0–0           | 1–2    | 25–20  |
| 7. | Darija Juraková Andreja Klepačová           | 0–0                  | 1–0             | 0–0         | 0–0                       | 0–0         | 1–0               |              | 0–0           | 2–0    | 27–13  |
| 8. | Sharon Fichmanová Giuliana Olmosová         | 0–1                  | 2–1             | 1–0         | 0–0                       | 0–0         | 0–0               | 0–0          |               | 2–2    | 22–11  |

### Výsledky a body
Tabulka uvádí sezónní výsledky a odpovídající bodový zisk kvalifikovaných párů a náhradnic podle žebříčku Porsche WTA Race.
| WTA Race                       | Dvojice                                     | Nejlepší bodový zisk | Nejlepší bodový zisk | Nejlepší bodový zisk | Nejlepší bodový zisk | Nejlepší bodový zisk | Nejlepší bodový zisk | Nejlepší bodový zisk | Nejlepší bodový zisk | Nejlepší bodový zisk | Nejlepší bodový zisk | Nejlepší bodový zisk | Body  | Turnaje | T i t u l y |
| WTA Race                       | Dvojice                                     | 1.                   | 2.                   | 3.                   | 4.                   | 5.                   | 6.                   | 7.                   | 8.                   | 9.                   | 10.                  | 11.                  | Body  | Turnaje | T i t u l y |
| ------------------------------ | ------------------------------------------- | -------------------- | -------------------- | -------------------- | -------------------- | -------------------- | -------------------- | -------------------- | -------------------- | -------------------- | -------------------- | -------------------- | ----- | ------- | ----------- |
| 1.                             | Barbora Krejčíková Kateřina Siniaková       | Titul 2000           | F 1300               | Titul 1000           | Titul 470            | ČF 430               | SF 350               | ČF 215               | ČF 190               | ČF 190               | SF 185               | 16k 120              | 6 450 | 12      | 3           |
| 2.                             | Šúko Aojamová Ena Šibaharaová               | Titul 1000           | SF 780               | Titul 470            | Titul 470            | Titul 470            | ČF 430               | SF 390               | SF 350               | Titul 280            | 16k 240              | ČF 190               | 5 070 | 19      | 5           |
| 3.                             | Sie Šu-wej Elise Mertensová                 | Titul 2000           | Titul 1000           | ČF 430               | 16k 240              | SF 110               | ČF 100               | 16k 10               | 16k 1                | 16k 1                |                      |                      | 3 892 | 9       | 2           |
| 4.                             | Nicole Melichar-Martinezová Demi Schuursová | SF 780               | Titul 470            | Titul 470            | F 305                | F 305                | 16k 240              | ČF 190               | ČF 190               | SF 185               | SF 185               | 16k 120              | 3 440 | 17      | 2           |
| 5.                             | Samantha Stosurová Čang Šuaj                | Titul 2000           | Titul 900            | 64k 10               | 32k 1                |                      |                      |                      |                      |                      |                      |                      | 2 911 | 4       | 2           |
| 6.                             | Coco Gauffová Caty McNallyová               | F 1300               | ČF 430               | Titul 280            | 16k 240              | ČF 215               | 16k 105              | ČF 100               | ČF 100               |                      |                      |                      | 2 770 | 8       | 1           |
| 7.                             | Alexa Guarachiová Desirae Krawczyková       | SF 780               | Titul 470            | Titul 280            | 16k 240              | ČF 190               | SF 185               | 16k 120              | 16k 120              | SF 110               | ČF 100               | ČF 100               | 2 695 | 20      | 2           |
| 8.                             | Darija Juraková Andreja Klepačová           | F 585                | Titul 470            | ČF 430               | Titul 280            | 16k 240              | SF 185               | F 180                | 16k 105              | 16k 105              | ČF 60                | 32k 10               | 2 650 | 15      | 2           |
| 9.                             | Gabriela Dabrowská Luisa Stefaniová         | Titul 900            | SF 780               | F 585                | F 305                |                      |                      |                      |                      |                      |                      |                      | 2 570 | 4       | 1           |
| 10.                            | Sharon Fichmanová Giuliana Olmosová         | Titul 900            | ČF 430               | 16k 240              | 16k 240              | SF 185               | 16k 120              | 16k 120              | ČF 100               | ČF 100               | 16k 55               | 32k 1                | 2 491 | 12      | 1           |
| Náhradnice                     |                                             |                      |                      |                      |                      |                      |                      |                      |                      |                      |                      |                      |       |         |             |
| 11.                            | Nadija Kičenoková Ioana Raluca Olaruová     | Titul 470            | F 305                | Titul 280            | 16k 240              | 16k 240              | SF 185               | F 180                | 32k 130              | 16k 120              | 16k 105              | 16k 55               | 2 310 | 16      | 2           |
| 12.                            | Marie Bouzková Lucie Hradecká               | ČF 430               | ČF 430               | F 305                | Titul 280            | Titul 280            | ČF 215               | SF 185               | ČF 60                | 16k 55               | 16k 1                | 32k 1                | 2 242 | 11      | 2           |
| náhradnice odhlášení z turnaje |                                             |                      |                      |                      |                      |                      |                      |                      |                      |                      |                      |                      |       |         |             |

| Legenda | Legenda                 | Legenda | Legenda             |
| ------- | ----------------------- | ------- | ------------------- |
| 0/2000  | získané body na turnaji | 64k     | 64 párů v kole      |
| ČF      | prohra ve čtvrtfinále   | 32k     | 32 párů v kole      |
| SF      | prohra v semifinále     | 16k     | 16 párů v kole      |
| F       | prohra ve finále        | Titul   | vítězství v turnaji |

## Přehled finále

### Ženská dvouhra
- Garbiñe Muguruzaová vs.  Anett Kontaveitová, 6–3, 7–5

### Ženská čtyřhra
- Barbora Krejčíková /  Kateřina Siniaková vs.  Sie Šu-wej /  Elise Mertensová, 6–3, 6–4